# Magic: The Gathering Arena
Magic: The Gathering Arena oder MTG Arena ist ein digitales Sammelkartenspiel mit einem Free-to-play-Geschäftsmodell, das von Wizards of the Coast entwickelt und veröffentlicht wurde. Das Spiel ist eine digitale Adaption des Kartenspiels Magic: The Gathering und wurde im November 2017 in einer Betaversion veröffentlicht und wurde im September 2019 für Windows, am 25. Juni 2020 für macOS und im März 2021 für iOS und Android veröffentlicht. Spieler können Karten freischalten oder durch Mikrotransaktionen erwerben und ihre eigenen Decks zusammenstellen, um damit gegen andere Spieler anzutreten. Die digitale Version wird in der Regel zeitgleich mit dem Vorbild um neue Spielkarten ergänzt.

## Spielprinzip
In Magic: The Gathering übernehmen zwei Spieler die Rollen von sich duellierenden Personen. Wie in Sammelkartenspielen üblich, spielt jeder Spieler mit einem aus seinen eigenen Karten zusammengestellten Deck. Die Spieler starten das Spiel mit einer zuvor festgelegten Anzahl an Lebenspunkten und sieben zufällig aus ihrem Deck gezogenen Karten. Ziel des Spiels ist es, den Gegner durch geschicktes Agieren zu besiegen. Die üblichste Strategie ist, die Lebenspunkte des Gegenspielers durch Angriffe mit Kreaturen auf Null oder weniger zu reduzieren. Allerdings gibt es auch alternative Möglichkeiten, das Spiel zu gewinnen. Von zentraler Bedeutung in Magic-Partien ist die Verwaltung von Ressourcen. Das geschieht hauptsächlich durch Kartenauswahl eines Decks und geschickte Züge. Während das Spiel zu Beginn nur die Karten des Tabletopspiels nachvollzog, erscheinen seit 2021 Karten, die es nur digital in MTG Arena gibt.

## Rezeption
Magic: The Gathering Arena erhielt laut Metacritic „allgemein positive“ Bewertungen von Spielezeitschriften. Der Wertungsaggregator errechnete aus 20 Urteilen eine Gesamtwertung von 84 von 100 Punkten für die PC-Version. Laut OpenCritic empfehlen 94 Prozent aller Rezensenten das Spiel. Arena wurde als originalgetreue Umsetzung von Magic: The Gathering gelobt, die Neulingen einen einfachen Einstieg in das komplexe Sammelkartenspiel ermögliche und gleichzeitig Kenner des Originalspiels überzeugen könne. Weniger gelungen sei die musikalische Untermalung und die grafische Gestaltung des Spiels.